# Liste der Baudenkmäler in Aholfing

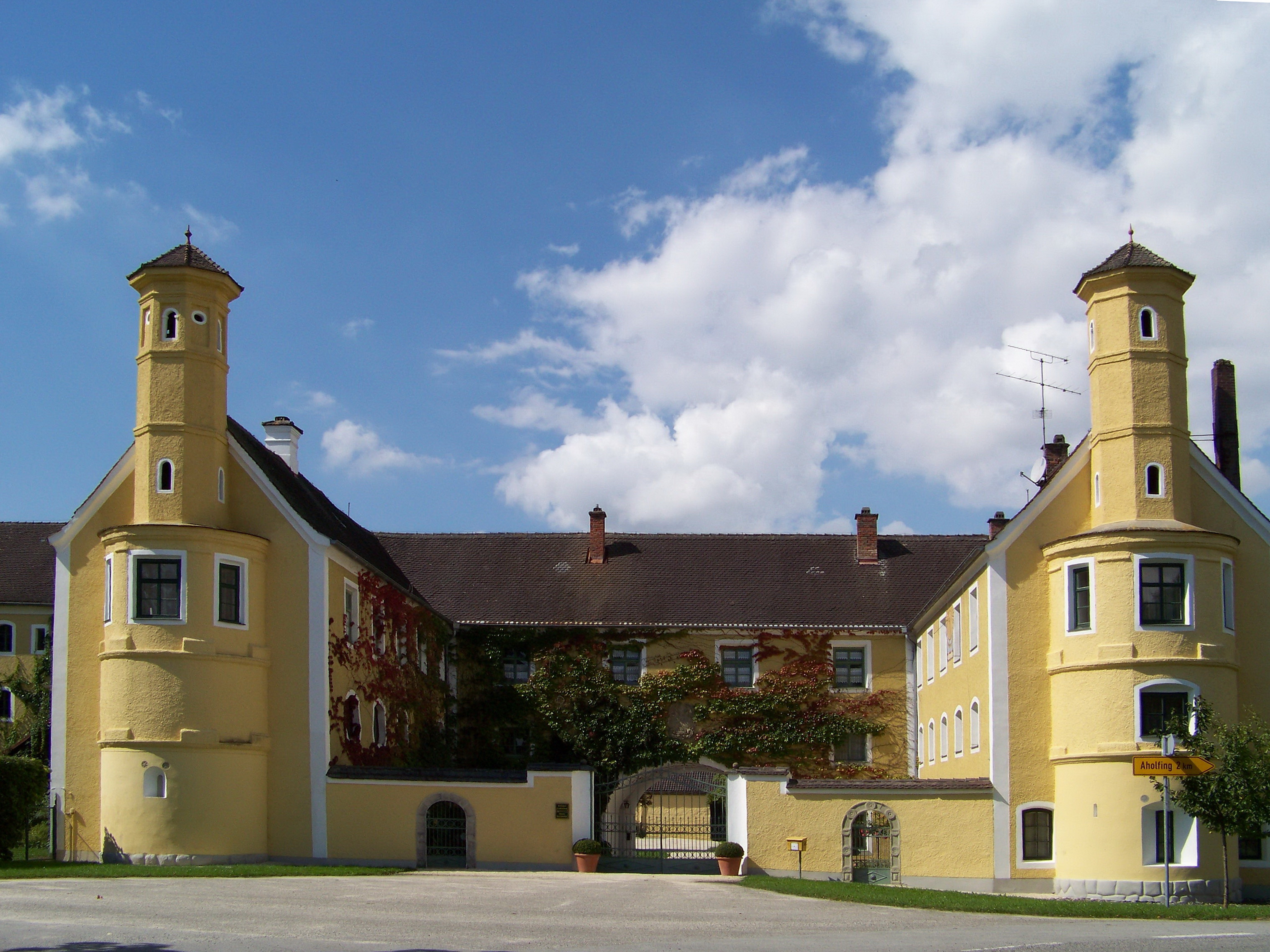
Aholfing-Puchhof, Schloss

Auf dieser Seite sind die Baudenkmäler in der niederbayerischen Gemeinde Aholfing zusammengestellt. Diese Tabelle ist eine Teilliste der Liste der Baudenkmäler in Bayern. Grundlage ist die Bayerische Denkmalliste, die auf Basis des Bayerischen Denkmalschutzgesetzes vom 1. Oktober 1973 erstmals erstellt wurde und seither durch das Bayerische Landesamt für Denkmalpflege geführt wird. Die folgenden Angaben ersetzen nicht die rechtsverbindliche Auskunft der Denkmalschutzbehörde.

## Baudenkmäler nach Ortsteilen

### Aholfing
| Lage                             | Objekt                | Beschreibung | Akten-Nr.             | Bild           |
| -------------------------------- | --------------------- | --- | --------------------- | -------------- |
| Sankt-Lukas-Straße (Standort)    | Waghäuschen           | Bezeichnet mit „1861“ | D-2-78-112-2 Wikidata | BW             |
| Sankt-Lukas-Straße 1 (Standort)  | Pfarrkirche St. Lukas | Chor spätgotisch um 1480, Langhaus 1854; mit Ausstattung Ehemaliger Karner, 18. Jahrhundert                                                     | D-2-78-112-1 Wikidata | weitere Bilder |
| Sankt-Lukas-Straße 12 (Standort) | Bauernhaus            | Bemerkenswerter Obergeschoss-Blockbau mit weit vorspringendem Halbwalmdach, Traufschrot und Scharschindeldeckung, zweite Hälfte 18. Jahrhundert | D-2-78-112-3 Wikidata | BW             |

### Niedermotzing
| Lage                                | Objekt                                   | Beschreibung                                                         | Akten-Nr.             | Bild           |
| ----------------------------------- | ---------------------------------------- | -------------------------------------------------------------------- | --------------------- | -------------- |
| Donaustraße 24 (Standort)           | Gasthof                                  | Stattlicher Bau mit gefastem Korbbogentor, wohl noch 17. Jahrhundert | D-2-78-112-4 Wikidata | BW             |
| Donaustraße 42 (Standort)           | Katholische Pfarrkirche St. Bartholomäus | Neubau von 1722, Sakristei und Turm spätgotisch; mit Ausstattung     | D-2-78-112-5 Wikidata | weitere Bilder |
| Sankt-Bartholomäus-Weg 1 (Standort) | Umfriedungsmauer des Pfarrgartens        | Mit Türmchen, 16./17. Jahrhundert, 1907/08 weitgehend erneuert       | D-2-78-112-6 Wikidata | BW             |

### Obermotzing
| Lage                         | Objekt                             | Beschreibung                                                          | Akten-Nr.             | Bild           |
| ---------------------------- | ---------------------------------- | --------------------------------------------------------------------- | --------------------- | -------------- |
| Hofmarkstraße 69 (Standort)  | Wappentafel                        | Bezeichnet mit „1551“, am Giebel                                      | D-2-78-112-7 Wikidata | BW             |
| Sankt-Georg-Weg 3 (Standort) | Katholische Filialkirche St. Georg | Chor spätromanisch, Langhaus barock, 1880 verlängert; mit Ausstattung | D-2-78-112-8 Wikidata | weitere Bilder |

### Puchhof
| Lage                  | Objekt           | Beschreibung | Akten-Nr.              | Bild           |
| --------------------- | ---------------- | --- | ---------------------- | -------------- |
| Puchhof 1 (Standort)  | Schloss Puchhof  | Dreiflügelanlage, 1768 ff., im Südflügel romanische Schlosskapelle, Ende 12. Jahrhundert, profaniert Schlosspark, Anlage der ersten Hälfte des 19. Jahrhunderts | D-2-78-112-9 Wikidata  | weitere Bilder |
| Puchhof 68 (Standort) | Herrschaftsvilla | Um 1900 | D-2-78-112-10 Wikidata | BW             |